# 오버라이트/뇌 속 Survivor
〈오버라이트/뇌 속 Survivor〉(일본어: オーバーライト／脳内Survivor 오바라이토/노나이사바이바[*])는 브레이커즈의 13번째 싱글이다. 2012년 6월 13일에 제인 레코드에서 발매됐다.

## 개요
- 초회반A에서는 〈오버라이트〉의 프로모션 비디오, 초회반B에서는 〈뇌 속 Survivor〉의 PV를 수록.
- 통상반에서는 브레이커즈(애니메이션 사용)와 에도가와 코난의 패키지로 되어있다.

## 수록곡

### 초회한정반A

#### CD
1. 오버라이트(オーバーライト) (4:42)
  - 작사: 다이고, 작곡: 아키히데, 편곡: 브레이커즈

PV는 시즈오카현 후지노미야시에서 촬영됐다.
2. 뇌 속 Survivor(脳内Survivor) (3:42)
  - 작사: 다이고, 작곡: 신페이, 편곡: 브레이커즈
3. EMILY (Acoustic Version) (3:25)
  - 작사: 다이고, 작곡: 아키히데, 편곡: 브레이커즈

2번째 앨범 《CRASH & BUILD》 수록곡의 어쿠스틱 버전.

#### 특전 DVD
〈오버라이트〉 Music Clip＋Music Clip Off Shot

### 초회한정반B

#### CD
1. 뇌 속 Survivor
2. 오버라이트
3. EMILY (Acoustic Version)

#### 특전 DVD
〈뇌 속 Survivor〉 Music Clip＋Music Clip Off Shot

### 통상반
1. 오버라이트
2. 뇌 속 Survivor
3. EMILY (Acoustic Version)
4. Miss Mystery (TV size) (1:58)

## 타이업
- 요미우리 TV제작 닛폰 TV계 애니메이션 《명탐정 코난》 닫는 곡 (#1)
- TV 도쿄계 카드파이트 드라마 《STAND UP! 뱅가드》 메인 테마 (#2)
- 《카드파이트!! 뱅가드》 공식 이미지 송, CM 송 (#2)
- 요미우리 TV 제작 닛폰 TV계 애니메이션 《명탐정 코난》 닫는 곡 (#4)

| TV 애니메이션 《명탐정 코난》 닫는 곡 2012년 5월 5일 (654화) ~ 2012년 7월 28일 (666화) |                               |                                          |
| 이전 곡: grram 〈슬플 정도로 오늘 석양은 아름답구나〉                                  | 브레이커즈 〈오버라이트〉     | 다음 곡: 쿠라키 마이 〈사랑에 사랑해서〉 |
| TV CM 《카드파이트!! 뱅가드》 공식 이미지송 2012년 1월 ~ 12월                          |                               |                                          |
| 이전 곡: 브레이커즈 〈GO〉                                                             | 브레이커즈 〈뇌 속 Survivor〉 | 다음 곡: 브레이커즈 〈CHALLENGERZ〉      |
| TV 드라마 《STAND UP!뱅가드》 메인 테마 2012년 5월 3일                                 |                               |                                          |
| -                                                                                      | 브레이커즈 〈뇌 속 Survivor〉 | -                                        |